# Caney City
Caney City es un pueblo ubicado en el condado de Henderson en el estado estadounidense de Texas. En el Censo de 2010 tenía una población de 217 habitantes y una densidad poblacional de 72,73 personas por km².

## Geografía
Caney City se encuentra ubicado en las coordenadas 32°12′35″N 96°2′17″O / 32.20972, -96.03806. Según la Oficina del Censo de los Estados Unidos, Caney City tiene una superficie total de 2.98 km², de la cual 2.98 km² corresponden a tierra firme y (0%) 0 km² es agua.

## Demografía
Según el censo de 2010, había 217 personas residiendo en Caney City. La densidad de población era de 72,73 hab./km². De los 217 habitantes, Caney City estaba compuesto por el 72.35% blancos, el 26.27% eran afroamericanos, el 0% eran amerindios, el 0.46% eran asiáticos, el 0% eran isleños del Pacífico, el 0% eran de otras razas y el 0.92% pertenecían a dos o más razas. Del total de la población el 1.38% eran hispanos o latinos de cualquier raza.